# Neonauclea wenzelii
Neonauclea wenzelii är en måreväxtart som först beskrevs av Elmer Drew Merrill, och fick sitt nu gällande namn av Elmer Drew Merrill. Neonauclea wenzelii ingår i släktet Neonauclea och familjen måreväxter. Inga underarter finns listade i Catalogue of Life.